# Lucy Kennedy (pittrice)
Lucy Susannah Kennedy, nata Marwood (Little Busby, 1860 – 1925), è stata una pittrice britannica.
Nata in Yorkshire, figlia di un proprietario terriero e di una giudice di pace, poco si sa della sua infanzia e formazione. Pittrice, si sposò con il collega Charles Napier Kennedy, prediligeva il ritratto di oggetti o di scene di comune quotidianità. Esponeva principalmente nella zona londinese.
In epoca contemporanea, una sua opera è stata messa all'asta nel 2022.